# M-1グランプリ2025
『M-1グランプリ2025』（エムワングランプリ2025）は、吉本興業・朝日放送テレビ（ABCテレビ）主催の漫才コンクール「M-1グランプリ」の第21回大会。2025年12月に決勝戦が開催され、ABCテレビ・テレビ朝日系列にて生放送される予定。

## 概要
今大会から参加費（エントリー料）が従来の「1組2000円」から「1人1000円」に変更され、3人組以上で出場する際の費用が高額になっている。また、3回戦の動画配信が、3回戦敗退コンビのみに限定されるようになった。
コロコロコミックとのコラボ企画として、「ナイスキッズ賞」を受賞したコンビに曽山一寿直筆の似顔絵が贈呈されることが明かされている。なお、「ジモトスター賞」については廃止された。

## 大会の流れ

### 予選
エントリー受付は6月25日から8月31日まで。1回戦は8月1日から10月上旬にかけて全国各地で開催され、その後は東京・大阪の2地区に分けて、10月上旬 - 下旬に2回戦、10月下旬 - 11月下旬に3回戦・準々決勝・準決勝が行われる予定。